# روبرت هيكر
روبرت هيكر (بالإنجليزية: Robert Hecker)‏ هو موسيقي أمريكي، ولد في 7 مارس 1965.

## روابط خارجية
- روبرت هيكر على موقع IMDb (الإنجليزية)
- روبرت هيكر على موقع ديسكوغز (الإنجليزية)